# 이경미 (영화 감독)
이경미(1973년 12월~ )는 대한민국의 영화 감독이자 각본가이다. 2008년, 영화 《미쓰 홍당무》로 감독 데뷔하였다.

## 학력
- 한국예술종합학교 영상원 영화과 학사

## 필모그래피
- 2003년 《오디션》 (각본・연출)
- 2004년 《잘돼가? 무엇이든》 (각본・연출)
- 2004년 《라디오 드림스》 (녹음)
- 2005년 《친절한 금자씨》 (스크립터)
- 2008년 《미쓰 홍당무》 (음악・각본・연출)
- 2016년 《비밀은 없다》 (연출・각본)
- 2019년 《페르소나》 (공동 각본・연출)
- 2020년 《보건교사 안은영》 (연출)

출연
- 2009년 《타임리스》 ... 프로듀서 역
- 2010년 《부당거래》 ... 부검의 역
- 2013년 《베를린》  ... 국정원 사무분석관 역

## 경력
- 2012년 제11회 미쟝센 단편 영화제 절대악몽부문 심사위원
- 2013년 제12회 미쟝센 단편 영화제 절대악몽부문 심사위원

## 수상
- 2004년 대한민국영상대전 아마추어부문 대상
- 2004년 제6회 서울국제여성영화제 관객상
- 2004년 제6회 서울국제여성영화제 최우수상
- 2004년 제2회 아시아나국제단편영화제 대상
- 2004년 제21회 부산 아시아 단편 영화제 동백대상
- 2004년 제3회 미쟝센 단편 영화제 비정성시 최우수작품상
- 2008년 올해의 여성영화인상 연출 시나리오상
- 2008년 제29회 청룡영화상 각본상
- 2008년 제29회 청룡영화상 신인감독상
- 2016년 제11회 파리한국영화제 관객상
- 2016년 제36회 한국영화평론가협회상 감독상
- 2016년 제17회 부산영화평론가협회상 대상
- 2016년 제17회 올해의 여성영화인상 각본상
- 2017년 제22회 춘사영화상 각본상